# Ptilope mignon
Ptilinopus pulchellus
Espèce
Statut de conservation UICN

 LC  : Préoccupation mineure
Le Ptilope mignon (Ptilinopus pulchellus) est une espèce d’oiseaux appartenant à la famille des Columbidae.
Cet oiseau peuple l'archipel de Nouvelle-Guinée.